# Емерсон Шейк
Марсио Пасос де Албукерки (Márcio Passos de Albuquerque), познат като Емерсън Шейк, е бразилски Футболист. Играл е за националните отбори на Бразилия (1999) и на Катар (2008).
Развива се в младежкия отбор на футболния клуб на Сан Пауло. През 1998 г. преминава в основния отбор.

## Национален отбор
Записал е и 3 мача за националния отбор на Катар.
| Катар  | Катар  | Катар  |
| Година | Мачове | Голове |
| ------ | ------ | ------ |
| 2008   | 3      | 0      |
| Общо   | 3      | 0      |